# Hefboomschaar

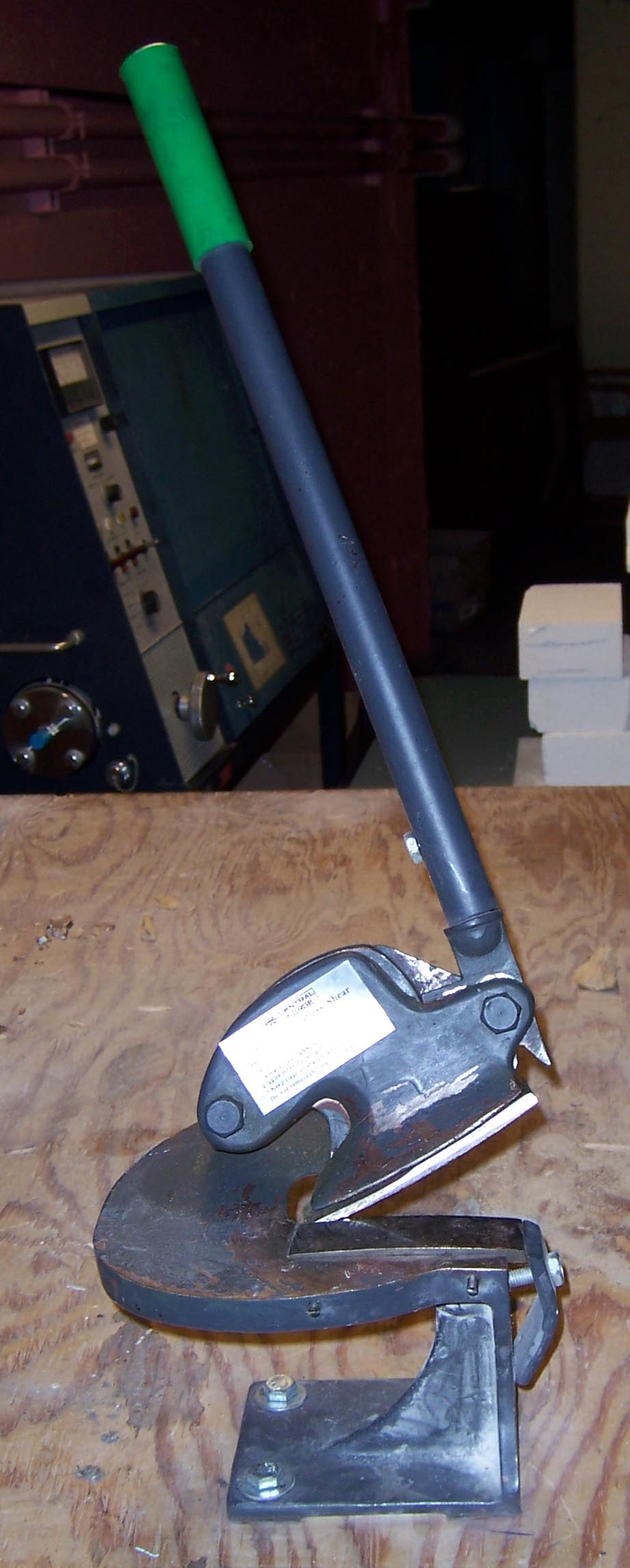
Een hefboomplaatschaar (lichte uitvoering)

Een hefboomschaar of hefboomplaatschaar is een stationaire, handbediende plaatschaar die gebruikt wordt om metalen plaatmateriaal te knippen. Al naargelang de uitvoering is deze geschikt om plaatmateriaal van 1 mm tot soms wel 6 mm dik te knippen. De schaar is meestal geplaatst op een bok, of ook wel op een werkbank.

## Onderdelen
De voornaamste onderdelen van een hefboomplaatschaar zijn:
- het frame;
- het vaststaand ondermes;
- het bewegend bovenmes;
- een tegenhouder of steun;
- een lange hefboom.

## Werking
Het knippen geschiedt door het bovenmes met de hefboom naar beneden te brengen, waardoor deze langs het ondermes wordt bewogen. Het ondermes is 'vast' aan het stationaire deel van de schaar (het frame) aangebracht. Het bovenmes is aan één uiteinde draaibaar vastgemaakt aan het frame, het andere uiteinde is door middel van twee scharnierplaten beweegbaar aan de hefboom bevestigd. Om het klemmen van de langs elkaar gaande messen en onnodige slijtage van de snijkanten te voorkomen, is het ondermes iets scheef op het frame gemonteerd. De lange hefboom van de schaar maakt het mogelijk een groot moment op te wekken, hierdoor kan een zeer grote knipkracht wordt uitgeoefend. De tegenhouder of plaatsteun voorkomt dat het plaatmateriaal tussen de messen gaat kantelen of slippen, waardoor deze kunnen ontzetten.
De hefboomschaar kan ook een gat bevatten waar rond materiaal doorheen kan worden gestoken om geknipt te worden. Het is onverstandig om dit materiaal te knippen met de messen van de schaar, daar dit de snijkanten ernstig kan beschadigen.

## Gebruik
Met een hefboomschaar gaat het knippen van plaatmateriaal veel vlugger, gemakkelijker en nauwkeuriger dan met een handschaar. Het is van belang dat het te knippen materiaal zo diep mogelijk tussen de messen wordt geplaatst. Hiermee wordt bereikt dat het materiaal niet onnodig verbuigt en zo min mogelijk braamvorming optreedt door slechte afschuiving. Het plaatmateriaal rechts van het bovenmes, dat tijdens het knippen omlaag buigt, wordt vaak als afval beschouwd. Door de vorm van de schaar is het niet goed mogelijk om lange stukken materiaal te knippen zonder dat dit substantieel verbuigt. Daarom wordt bij het knippen van langere stukken de hefboom niet geheel naar beneden bewogen, maar knipt men telkens met kleine stukjes waarbij het materiaal geleidelijk steeds verder tussen de messen worden geduwd. Afhankelijk van de klasse en/of type kan het dunner of dikker materiaal knippen. Zware uitvoeringen zijn doorgaans ongeschikt om dun plaatmateriaal te knippen doordat er te veel ruimte aanwezig is tussen de messen.
De hefboomschaar wordt gebruikt in vele technische werkplaatsen, fabrieken en werktuigbouwkundige bedrijven.